# Wartekopf
Koordinaten: 49° 35′ 17″ N, 7° 26′ 21″ O
Das Naturschutzgebiet Wartekopf liegt auf dem gleichnamigen, 403,0 m hohen Berg (auch: Brückenberg) des Nordpfälzer Berglandes im Gebiet des Landkreises Kusel in Rheinland-Pfalz. Das 129,95 ha große Gebiet, das mit Verordnung vom 2. Mai 1991 unter Naturschutz gestellt wurde, erstreckt sich westlich der Ortsgemeinde Ulmet und westlich des Glan. Es liegt direkt an der am östlichen Rand verlaufenden B 420.